# Босси, Майк
Майкл Дин Бо́сси (англ. Michael Dean Bossy; 22 января 1957, Монреаль, Квебек — 15 апреля 2022, Rosemère, Квебек[…]) — канадский хоккеист. Амплуа — правый крайний нападающий.

## Биография
В детском возрасте в одном сезоне Босси забил 170 голов, а однажды в одной игре забил 23 раза, при этом не отдав ни одной результативной передачи.
В 14-летнем возрасте пришёл в клуб «Лаваль Нэшнлс», базировавшийся в пригороде его родного Монреаля. За 4 сезона в этой команде он забил 309 голов и в 1977 году был задрафтован клубом «Нью-Йорк Айлендерс». В первый же год завоевал приз «Колдера», забив 53 гола в сезоне — результат, который до него в дебютном сезоне никому не покорялся.
В 1981 году повторил 36-летней давности рекорд Мориса Ришара, который считался недосягаемым: забил 50 голов в первые 50 матчей сезона. В следующем сезоне повторил достижение.
Установил рекорд НХЛ: забивал больше 50 голов в течение 9 сезонов подряд, в пяти из которых забивал больше 60 голов. В сезоне 1985-86 Босси стал первым из «Айлендерс», кто забил 500 голов (рубеж в 1000 очков первым перешёл Брайан Троттье в сезоне 1984-85).
Был ключевым игроком «Нью-Йорк Айлендерс», которая в течение четырёх сезонов подряд выигрывала Кубок Стэнли. У него был талант забивать «победные» шайбы. Звено Кларк Гиллис — Брайан Троттье — Босси (его называли «Трио-Гранде») было одним из величайших в истории НХЛ. Способность находить свободное пространство была сущностью игры Босси, ключом его успеха.
Стал героем турнира Кубка Канады-84, когда хозяева играли против сборной СССР. В дополнительном периоде полуфинального матча шайба от его клюшки рикошетом влетела в ворота, которые защищал Владимир Мышкин. В финале сборная Канады достаточно легко обыграла «Тре Крунур» и вернула себе трофей.
Кроме выдающихся снайперских достижений Босси был известен как очень корректный хоккеист, за всю карьеру он ни разу не набирал более 38 штрафных минут за сезон. Всего Босси получил 210 минут штрафа в 752 матчах. В победном плей-офф 1982 года Босси в 19 матчах не получил ни одной штрафной минуты. За карьеру трижды был удостоен приза «Леди Бинг Трофи».
Хроническая травма спины вынудила его завершить карьеру после сезона 1986/87. Босси ушёл из хоккея в 30 лет из-за тяжёлых травм на пике карьеры, забивая столько, сколько и всегда. Последний матч в НХЛ провёл 2 мая 1987 года. По среднему количеству голов за матч (0,762) Босси занимает первое место среди всех хоккеистов НХЛ, забросивших не менее 200 шайб. В 1988 году журнал «The Hockey News» назвал Босси лучшим «чистым снайпером» всех времён и народов. В 1991 году «Островитяне» в знак уважения к заслугам игрока вывели из обращения его игровой номер «22».
После долгих и неудачных попыток устроиться на тренерскую работу в НХЛ (ни одна из команд заинтересованности не выражала) несколько лет проработал директором отдела продаж в компании, торговавшей картофельными чипсами. В 2006 году вернулся в свой клуб и занимался привлечением спонсоров и связями с болельщиками.
В октябре 2021 года заявил, что болен раком лёгких. Умер в Монреале 14 апреля 2022 года.

## Достижения

### Командные
- Победитель Кубка Стэнли: 1980, 1981, 1982, 1983
- Финалист розыгрыша Кубка Стэнли 1984.
- Победитель Кубка Канады: 1984
- Финалист Кубка Канады 1981.

### Личные
- «Лучший новичок QMHL»: 1974
- Обладатель приза «Фрэнк Джей Селки Мемориал Трофи»: 1977
- Обладатель приза «Колдер Трофи»: 1978
- Обладатель приза «Конн Смайт Трофи»: 1982
- MVP матча всех звёзд НХЛ: 1982
- Обладатель приза «Леди Бинг Трофи»: 1983, 1984, 1986
- Член Зала хоккейной славы в Торонто: 1991
- Член Залa славы канадского спорта: 2007
- В 1981—1984 и 1986 входил в первый состав «Олл Старз» НХЛ, в 1978, 1979 и 1985 — во второй состав (правый крайний).
- В чемпионатах НХЛ — 752 матча, 573 гола, в плей-офф Кубка Стэнли — 129 матчей, 85 голов.
- В турнирах Кубка Канады — 15 матчей, 13 голов.

## Статистика
| 1977/78     | Нью-Йорк Айлендерс  | НХЛ         | 73  | 53  | 38  | 91   | 6   | 7   | 2  | 2  | 4   | 2  |
| 1978/79     | Нью-Йорк Айлендерс  | НХЛ         | 80  | 69  | 57  | 126  | 25  | 10  | 6  | 2  | 8   | 2  |
| 1979/80     | Нью-Йорк Айлендерс* | НХЛ         | 75  | 51  | 41  | 92   | 12  | 16  | 10 | 13 | 23  | 8  |
| 1980/81     | Нью-Йорк Айлендерс* | НХЛ         | 79  | 68  | 51  | 119  | 32  | 18  | 17 | 18 | 35  | 4  |
| 1981/82     | Нью-Йорк Айлендерс* | НХЛ         | 80  | 64  | 83  | 147  | 22  | 19  | 17 | 10 | 27  | 0  |
| 1982/83     | Нью-Йорк Айлендерс* | НХЛ         | 79  | 60  | 58  | 118  | 20  | 19  | 17 | 9  | 26  | 10 |
| 1983/84     | Нью-Йорк Айлендерс  | НХЛ         | 67  | 51  | 67  | 118  | 8   | 21  | 8  | 10 | 18  | 4  |
| 1984/85     | Нью-Йорк Айлендерс  | НХЛ         | 76  | 58  | 59  | 117  | 38  | 10  | 5  | 6  | 11  | 4  |
| 1985/86     | Нью-Йорк Айлендерс  | НХЛ         | 80  | 61  | 62  | 123  | 14  | 3   | 1  | 2  | 3   | 4  |
| 1986/87     | Нью-Йорк Айлендерс  | НХЛ         | 63  | 38  | 37  | 75   | 33  | 6   | 2  | 3  | 5   | 2  |
| Всего в НХЛ | Всего в НХЛ         | Всего в НХЛ | 752 | 573 | 553 | 1126 | 210 | 129 | 85 | 75 | 160 | 38 |

* — звёздочкой отмечены сезоны завоевания Кубка Стэнли